# Helianthemum sancti-antonii
Helianthemum sancti-antonii är en solvändeväxtart som beskrevs av Georg August Schweinfurth och Pierre Edmond Boissier. Helianthemum sancti-antonii ingår i släktet solvändor, och familjen solvändeväxter. Inga underarter finns listade i Catalogue of Life.